# Polegnuta smilika
Polegnuta smilika (polegla smilka; lat. Omalotheca supina) vrsta glavočike nekada uključivana u rod smilika (Gnaphalium), danas u Omalotheca. 
Trajnica je, raširena po Europi (uključujući i Hrvatsku) i dijelovima Azije (Rusija, Kavkaz, Mongolija, Iran, Turska) i Sjeverne Amerike (Grenland, Labrador). U SAD-u je rijetka (Maine, New Hampshire). 
Naraste do 10 cm visine (4 inča). Vrijeme cvjetanja su srpanj, kolovoz i rujan. Cvijet može biti bijel ili ljubičast. Plod je cipsela.